# Центр штату Еспіриту-Санту (мезорегіон)
Центр штату Еспіриту-Санту (порт. Mesorregião Central Espírito-Santense) — адміністративно-статистичний мезорегіон в Бразилії, входить в штат Еспіриту-Санту. Населення становить 1969382 чоловік на 2006 рік. Займає площу 10 676,276 км². Густота населення — 184,5 чол./км².

## Склад мезорегіону
В мезорегіон входять наступні мікрорегіони:
1. Афонсу-Клаудіу
2. Гуарапарі
3. Санта-Тереза
4. Віторія

| Бразилія | Це незавершена стаття з географії Бразилії. Ви можете допомогти проєкту, виправивши або дописавши її. |